# Amager Bakke
Amager Bakke (wörtlich „Hügel von Amager“) ist eine 2017 eröffnete Müllverbrennungsanlage in Kopenhagen. Sie soll aus jährlich 400.000 Tonnen Müll rund 160.000 Haushalte mit Fernwärme und 62.500 Häuser mit elektrischer Energie versorgen. Weiterhin dient das geneigte Dach als künstliche Skipiste. An der Außenwand befindet sich die mit 85 m welthöchste künstliche Kletterwand.

## Beschreibung
Amager Bakke befindet sich auf der dänischen Insel Amager im Öresund. Nördlich gelegen gehört die Anlage zum Kopenhagener Bezirk Christianshavn.
Der Bau von Amager Slope begann 2013 und dauerte vier Jahre. Am 30. März 2017 wurde die Anlage eröffnet.

## Besonderheiten

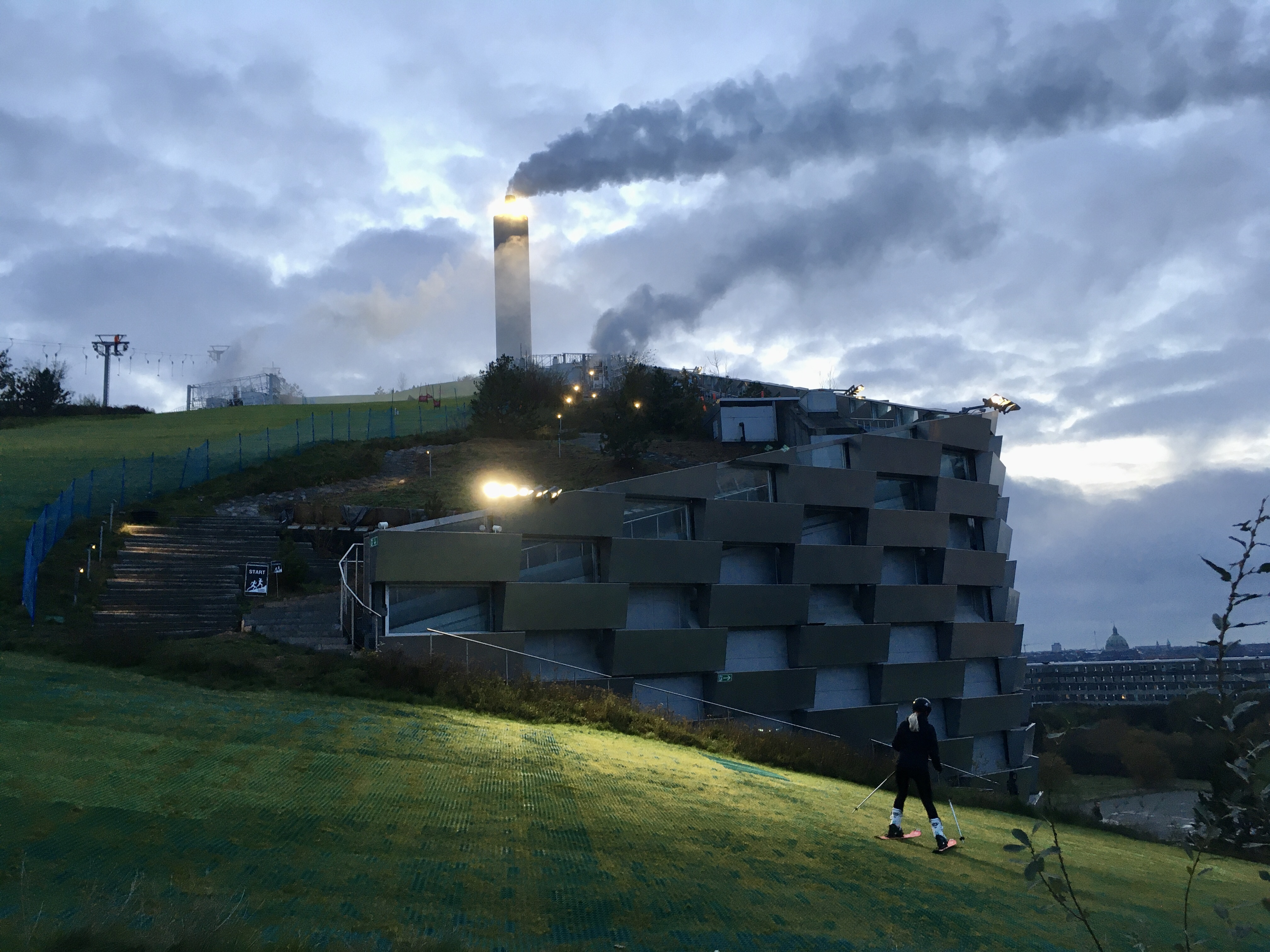
Skipiste auf der Amager Bakke

Die Amager Slope beherbergt auf dem Dach insgesamt 450 Meter an Skipisten (CopenHill) und verfügt über eine Aussichtsplattform. Die Skipiste ist mit Neveplast beschichtet, so dass auf ihr ganzjährig ohne Schnee Ski gefahren werden kann. Zusammen mit den bestehenden touristischen Angeboten in der Umgebung sollen dadurch weitere Besucher angelockt werden.